# 小橋常和
小橋 常和（こはし つねかず、1966年10月13日 - ）は、日本の検察官。東京地方検察庁特捜部副部長や、大阪地方検察庁特捜部長、最高検察庁検事等を経て、大阪高等検察庁次席検事。

## 来歴・人物
東京都出身。中央大学法学部卒業。司法修習45期。1993年検察庁任官。東京地方検察庁特別捜査部副部長を経て、2018年から大阪地方検察庁特別捜査部長を務め、2019年には大阪地方裁判所大阪第一検察審査会により不起訴不当とされた森友学園問題につき、佐川宣寿国税庁長官ら10名を再不起訴処分とし、「起訴するに足りる証拠を収集することができなかった」と説明した。2019年東京高等検察庁検事兼最高検察庁検事。2020年秋田地方検察庁検事正兼仙台高等検察庁秋田支部長。2022年最高検察庁検事。同年福岡高等検察庁次席検事兼法務総合研究所福岡支所長。2024年大阪高等検察庁次席検事。